# Gran Premio de Emilia-Romaña de Motociclismo de 2020
El Gran Premio de Emilia-Romaña de Motociclismo de 2020 (oficialmente Gran Premio Tissot dell'Emilia-Romagna e Riviera di Rimini) fue la octava prueba del Campeonato del Mundo de Motociclismo de 2020. Tuvo lugar en el fin de semana del 18 al 20 de agosto de 2020 en el Misano World Circuit Marco Simoncelli, situado en la comuna de Misano Adriatico, región de Emilia-Romaña, Italia.
La carrera de MotoGP fue ganada por Maverick Viñales, seguido de Joan Mir y Pol Espargaro. Enea Bastianini fue el ganador de la prueba de Moto2, por delante de Marco Bezzecchi y Sam Lowes. La carrera de Moto3 fue ganada por Romano Fenati, Celestino Vietti fue segundo y Ai Ogura tercero.

## Resultados

### Resultados MotoGP
| Pos.    | N.º | Piloto            | Constructor | Vueltas | Tiempo    | Parrilla | Puntos |
| ------- | --- | ----------------- | ----------- | ------- | --------- | -------- | ------ |
| 1       | 12  | Maverick Viñales  | Yamaha      | 27      | 41:55.846 | 1        | 25     |
| 2       | 36  | Joan Mir          | Suzuki      | 27      | +2.425    | 11       | 20     |
| 3       | 44  | Pol Espargaró     | KTM         | 27      | +4.528    | 4        | 16     |
| 4       | 20  | Fabio Quartararo  | Yamaha      | 27      | +6.419    | 3        | 13     |
| 5       | 88  | Miguel Oliveira   | KTM         | 27      | +7.368    | 15       | 11     |
| 6       | 30  | Takaaki Nakagami  | Honda       | 27      | +11.139   | 12       | 10     |
| 7       | 73  | Álex Márquez      | Honda       | 27      | +11.929   | 17       | 9      |
| 8       | 04  | Andrea Dovizioso  | Ducati      | 27      | +13.113   | 10       | 8      |
| 9       | 21  | Franco Morbidelli | Yamaha      | 27      | +15.880   | 8        | 7      |
| 10      | 9   | Danilo Petrucci   | Ducati      | 27      | +17.682   | 9        | 6      |
| 11      | 5   | Johann Zarco      | Ducati      | 27      | +23.144   | 14       | 5      |
| 12      | 42  | Álex Rins         | Suzuki      | 27      | +24.962   | 18       | 4      |
| 13      | 38  | Bradley Smith     | Aprilia     | 27      | +30.008   | 19       | 3      |
| Ret     | 27  | Iker Lecuona      | KTM         | 24      | Caída     | 13       |        |
| Ret     | 63  | Francesco Bagnaia | Ducati      | 20      | Caída     | 5        |        |
| Ret     | 46  | Valentino Rossi   | Yamaha      | 15      | Retirado  | 7        |        |
| Ret     | 53  | Tito Rabat        | Ducati      | 12      | Caída     | 20       |        |
| Ret     | 43  | Jack Miller       | Ducati      | 7       | Retirado  | 2        |        |
| Ret     | 33  | Brad Binder       | KTM         | 3       | Caída     | 6        |        |
| Ret     | 41  | Aleix Espargaró   | Aprilia     | 0       | Retirado  | 16       |        |
| DNS     | 6   | Stefan Bradl      | Honda       |         | No empezó |          |        |
| 1.      |     |                   |             |         |           |          |        |
| Fuente: |     |                   |             |         |           |          |        |

### Resultados Moto2
| Pos.    | N.º | Piloto                | Constructor | Vueltas | Tiempo      | Parrilla | Puntos |
| ------- | --- | --------------------- | ----------- | ------- | ----------- | -------- | ------ |
| 1       | 33  | Enea Bastianini       | Kalex       | 10      | 16:11.977   | 5        | 25     |
| 2       | 72  | Marco Bezzecchi       | Kalex       | 10      | +0.720      | 2        | 20     |
| 3       | 22  | Sam Lowes             | Kalex       | 10      | +1.124      | 4        | 16     |
| 4       | 10  | Luca Marini           | Kalex       | 10      | +2.310      | 1        | 13     |
| 5       | 23  | Marcel Schrötter      | Kalex       | 10      | +4.132      | 11       | 11     |
| 6       | 96  | Jake Dixon            | Kalex       | 10      | +7.201      | 7        | 10     |
| 7       | 9   | Jorge Navarro         | Speed Up    | 10      | +7.558      | 9        | 9      |
| 8       | 21  | Fabio Di Giannantonio | Speed Up    | 10      | +7.704      | 8        | 8      |
| 9       | 12  | Thomas Lüthi          | Kalex       | 10      | +7.762      | 16       | 7      |
| 10      | 40  | Héctor Garzó          | Kalex       | 10      | +8.249      | 15       | 6      |
| 11      | 11  | Nicolò Bulega         | Kalex       | 10      | +8.141      | 10       | 5      |
| 12      | 24  | Simone Corsi          | MV Agusta   | 10      | +8.663      | 24       | 4      |
| 13      | 44  | Arón Canet            | Speed Up    | 10      | +9.189      | 6        | 3      |
| 14      | 19  | Lorenzo Dalla Porta   | Kalex       | 10      | +12.538     | 17       | 2      |
| 15      | 62  | Stefano Manzi         | MV Agusta   | 10      | +12.744     | 21       | 1      |
| 16      | 54  | Mattia Pasini         | Kalex       | 10      | +12.935     | 14       |        |
| 17      | 42  | Marcos Ramírez        | Kalex       | 10      | +13.227     | 20       |        |
| 18      | 37  | Augusto Fernández     | Kalex       | 10      | +13.779     | 12       |        |
| 19      | 55  | Hafizh Syahrin        | Speed Up    | 10      | +14.525     | 25       |        |
| 20      | 57  | Edgar Pons            | Kalex       | 10      | +15.028     | 22       |        |
| 21      | 35  | Somkiat Chantra       | Kalex       | 10      | +15.511     | 26       |        |
| 22      | 64  | Bo Bendsneyder        | NTS         | 10      | +18.160     | 23       |        |
| 23      | 45  | Tetsuta Nagashima     | Kalex       | 10      | +18.079     | 13       |        |
| 24      | 27  | Andi Farid Izdihar    | Kalex       | 10      | +21.265     | 28       |        |
| 25      | 7   | Lorenzo Baldassarri   | Kalex       | 10      | +25.587     | 19       |        |
| Ret     | 74  | Piotr Biesiekirski    | NTS         | 8       | Caída       | 29       |        |
| Ret     | 97  | Xavi Vierge           | Kalex       | 5       | Caída       | 3        |        |
| Ret     | 16  | Joe Roberts           | Kalex       | 0       | No reinició | 18       |        |
| Ret     | 99  | Kasma Daniel          | Kalex       | 0       | No reinició | 27       |        |
| 1.      |     |                       |             |         |             |          |        |
| Fuente: |     |                       |             |         |             |          |        |

### Resultados Moto3
| Pos.    | N.º | Piloto             | Constructor | Vueltas | Tiempo    | Parrilla | Puntos |
| ------- | --- | ------------------ | ----------- | ------- | --------- | -------- | ------ |
| 1       | 55  | Romano Fenati      | Husqvarna   | 23      | 39:30.124 | 6        | 25     |
| 2       | 13  | Celestino Vietti   | KTM         | 23      | +0.036    | 5        | 20     |
| 3       | 79  | Ai Ogura           | Honda       | 23      | +0.121    | 11       | 16     |
| 4       | 75  | Albert Arenas      | KTM         | 23      | +0.199    | 4        | 13     |
| 5       | 5   | Jaume Masiá        | Honda       | 23      | +0.280    | 8        | 11     |
| 6       | 25  | Raúl Fernández     | KTM         | 23      | +0.439    | 1        | 10     |
| 7       | 53  | Deniz Öncü         | KTM         | 23      | +0.678    | 12       | 9      |
| 8       | 16  | Andrea Migno       | KTM         | 23      | +0.791    | 3        | 8      |
| 9       | 27  | Kaito Toba         | KTM         | 23      | +0.939    | 7        | 7      |
| 10      | 17  | John McPhee        | Honda       | 23      | +1.125    | 19       | 6      |
| 11      | 14  | Tony Arbolino      | Honda       | 23      | +1.452    | 2        | 5      |
| 12      | 2   | Gabriel Rodrigo    | Honda       | 23      | +1.687    | 18       | 4      |
| 13      | 52  | Jeremy Alcoba      | Honda       | 23      | +4.331    | 9        | 3      |
| 14      | 71  | Ayumu Sasaki       | KTM         | 23      | +5.925    | 15       | 2      |
| 15      | 82  | Stefano Nepa       | KTM         | 23      | +6.165    | 14       | 1      |
| 16      | 12  | Filip Salač        | Honda       | 23      | +6.249    | 13       |        |
| 17      | 11  | Sergio García      | Honda       | 23      | +7.167    | 17       |        |
| 18      | 23  | Niccolò Antonelli  | Honda       | 23      | +12.714   | 21       |        |
| 19      | 99  | Carlos Tatay       | KTM         | 23      | +18.045   | 28       |        |
| 20      | 6   | Ryusei Yamanaka    | Honda       | 23      | +20.184   | 24       |        |
| 21      | 54  | Riccardo Rossi     | KTM         | 23      | +20.498   | 23       |        |
| 22      | 70  | Barry Baltus       | KTM         | 23      | +20.291   | 16       |        |
| 23      | 50  | Jason Dupasquier   | KTM         | 23      | +20.555   | 29       |        |
| 24      | 89  | Khairul Idham Pawi | Honda       | 23      | +24.967   | 25       |        |
| 25      | 92  | Yuki Kunii         | Honda       | 23      | +25.264   | 26       |        |
| 26      | 9   | Davide Pizzoli     | KTM         | 23      | +27.159   | 30       |        |
| 27      | 73  | Maximilian Kofler  | KTM         | 23      | +27.848   | 27       |        |
| Ret     | 40  | Darryn Binder      | KTM         | 18      | Caída     | 20       |        |
| Ret     | 7   | Dennis Foggia      | Honda       | 10      | Caída     | 10       |        |
| Ret     | 21  | Alonso López       | Husqvarna   | 8       | Caída     | 22       |        |
| DNS     | 24  | Tatsuki Suzuki     | Honda       |         | No empezó |          |        |
| 1. 2.   |     |                    |             |         |           |          |        |
| Fuente: |     |                    |             |         |           |          |        |

### Resultados MotoE
Carrera 1
| Pos.    | N.º | Piloto             | Constructor | Vueltas | Tiempo    | Parrilla | Puntos |
| ------- | --- | ------------------ | ----------- | ------- | --------- | -------- | ------ |
| 1       | 77  | Dominique Aegerter | Energica    | 7       | 12:11.346 | 3        | 25     |
| 2       | 40  | Jordi Torres       | Energica    | 7       | +0.103    | 1        | 20     |
| 3       | 11  | Matteo Ferrari     | Energica    | 7       | +0.075    | 2        | 16     |
| 4       | 27  | Mattia Casadei     | Energica    | 7       | +2.531    | 7        | 13     |
| 5       | 70  | Tommaso Marcon     | Energica    | 7       | +6.578    | 12       | 11     |
| 6       | 7   | Niccolò Canepa     | Energica    | 7       | +7.695    | 13       | 10     |
| 7       | 55  | Alejandro Medina   | Energica    | 7       | +8.277    | 10       | 9      |
| 8       | 16  | Josh Hook          | Energica    | 7       | +8.336    | 15       | 8      |
| 9       | 18  | Xavier Cardelús    | Energica    | 7       | +8.553    | 14       | 7      |
| 10      | 61  | Alessandro Zaccone | Energica    | 7       | +8.640    | 16       | 6      |
| 11      | 6   | María Herrera      | Energica    | 7       | +11.566   | 17       | 5      |
| 12      | 84  | Jakub Kornfeil     | Energica    | 7       | +16.973   | 18       | 4      |
| 13      | 66  | Niki Tuuli         | Energica    | 7       | +17.538   | 9        | 3      |
| Ret     | 15  | Alex de Angelis    | Energica    | 3       | Caída     | 11       |        |
| Ret     | 10  | Xavier Siméon      | Energica    | 2       | Caída     | 5        |        |
| Ret     | 51  | Eric Granado       | Energica    | 2       | Caída     | 4        |        |
| Ret     | 35  | Lukas Tulovic      | Energica    | 0       | Caída     | 6        |        |
| Ret     | 63  | Mike Di Meglio     | Energica    | 0       | Caída     | 8        |        |
| 1.      |     |                    |             |         |           |          |        |
| Fuente: |     |                    |             |         |           |          |        |

Carrera 2
| Pos               | N.º | Piloto             | Constructor | Vueltas | Tiempo    | Parrilla | Puntos |
| ----------------- | --- | ------------------ | ----------- | ------- | --------- | -------- | ------ |
| 1                 | 11  | Matteo Ferrari     | Energica    | 7       | 12:11.053 | 3        | 25     |
| 2                 | 27  | Mattia Casadei     | Energica    | 7       | +0.996    | 4        | 20     |
| 3                 | 40  | Jordi Torres       | Energica    | 7       | +1.098    | 2        | 16     |
| 4                 | 7   | Niccolò Canepa     | Energica    | 7       | +3.907    | 6        | 13     |
| 5                 | 61  | Alessandro Zaccone | Energica    | 7       | +4.619    | 10       | 11     |
| 6                 | 63  | Mike Di Meglio     | Energica    | 7       | +6.046    | 16       | 10     |
| 7                 | 51  | Eric Granado       | Energica    | 7       | +6.097    | 14       | 9      |
| 8                 | 15  | Alex de Angelis    | Energica    | 7       | +6.775    | 17       | 8      |
| 9                 | 55  | Alejandro Medina   | Energica    | 7       | +6.672    | 7        | 7      |
| 10                | 18  | Xavier Cardelús    | Energica    | 7       | +7.042    | 9        | 6      |
| 11                | 6   | María Herrera      | Energica    | 7       | +7.868    | 11       | 5      |
| 12                | 66  | Niki Tuuli         | Energica    | 7       | +11.514   | 13       | 4      |
| 13                | 84  | Jakub Kornfeil     | Energica    | 7       | +12.652   | 12       | 3      |
| 14                | 10  | Xavier Siméon      | Energica    | 7       | +15.533   | PL       | 2      |
| 15                | 35  | Lukas Tulovic      | Energica    | 7       | +27.210   | 15       | 1      |
| 16                | 77  | Dominique Aegerter | Energica    | 7       | +38.363   | 1        |        |
| Ret               | 16  | Josh Hook          | Energica    | 5       | Caída     | 8        |        |
| Ret               | 70  | Tommaso Marcon     | Energica    | 1       | Caída     | 5        |        |
| 1. 2. 3. 4. 5. 6. |     |                    |             |         |           |          |        |
| Fuente:           |     |                    |             |         |           |          |        |